# 케임브리지 공작 조지

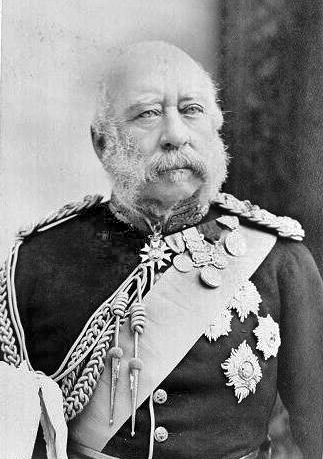
조지 왕자(1900년)

조지 윌리엄 프레더릭 찰스(George William Frederick Charles, 1819년 3월 26일 ~ 1904년 3월 17일)는 영국의 왕족으로 조지 3세의 손자이다.

## 생애
1819년 케임브리지 공작 아돌푸스와 헤센카셀의 오거스타의 장남으로 하노버에서 태어났다. 여동생으로 메클렌부르크슈트렐리츠 대공비, 테크 공작 부인 메리 아델라이드가 있다. 크림 전쟁에 종군하는 등 평생을 직업군인으로 살았고 약 40여년간 영국 육해군 최고사령관의 직위에 있었다. 그는 1847년 여배우 사라 페어브라더(Sarah Fairbrother)와 귀천결혼을 했다. 이 결혼은 법적으로 인정받지 못했고, 사라에게는 케임브리지 공작 부인의 작위 및 전하(Her Royal Highness)의 칭호가 주어지지 않았다. 두 사람 사이에서 태어난 세 아들들은 피츠조지(FitzGeorge)의 성을 사용했으며, 왕위는 물론 케임브리지 공작위의 계승권도 갖지 못했기 때문에 조지의 죽음으로 케임브리지 공작가는 단절되었다. 이후 2011년 4월 29일, 엘리자베스 2세의 손자 윌리엄 왕자가 결혼과 함께 케임브리지 공작위를 수여받았다.

## 자녀
- 조지(1843~1907)
- 아돌푸스(1846~1922)
- 오거스터스(1847~1933)